# Solna SS
Solna SS, pełna nazwa Solna Schacksällskap – szwedzki klub szachowy z siedzibą w Solnie, dwukrotny mistrz kraju.

## Historia
Klub powstał w 1967 roku z połączenia dwóch klubów: Schackkamraterna Solna och Solna Schackklubb. W 1974 roku uzyskał awans do Division I. W sezonie 1974/1975 zdobył mistrzostwo kraju. Zawodnikami klubu w tamtym okresie byli m.in. Johnny Ivarsson, Bo Bengtsson, Lars Holmstrand i Christer Bergström. W 1979 roku klub zdobył drugi tytuł mistrzowski. W sezonie 1985/1986 Solna SS spadł do Division II, a rok później zajął pierwsze miejsce w drugiej lidze.
W 1990 roku klub awansował do Elitserien. W 1992 roku zespół spadł z ligi. Dwa lata później klub ponownie powrócił do Elitserien. W sezonie 1995/1996 Solna SS spadł do drugiej ligi; w tym okresie w klubie grał m.in. Michael Wiedenkeller. W 2003 roku klub na jeden sezon powrócił do Elitserien. W 2007 roku zespół ponownie powrócił do Elitserien. W sezonie 2008/2009 nastąpił spadek do Superettan. W 2009 roku klub przyjął nazwę Solna-Sundbyberg SS. W sezonie 2009/2010 uzyskano awans do Elitserien. W 2011 roku zespół zajął szóste miejsce w tej lidze, a rok później spadł. W 2014 roku zespół ponownie awansował do Elitserien, w której grał następnie przez jeden sezon. Rok później klub spadł do trzeciej ligi. W sezonie 2021/2022 nastąpił spadek do Division II (czwarty poziom). W 2024 roku klub awansował do Division I.